# Doomer
Um doomer é um pesquisador de tendências da atualidade ou de um futuro próximo que acredita que os problemas globais de exaustão ecológica – como superpopulação, mudança climática, poluição e, especialmente, o pico petrolífero – causarão o colapso da civilização industrial e a morte de grande parte da população mundial. Muitos doomers são também sobrevivencialistas ou também chamados de "preppers", isto é, um grupo de pessoas que se preparam ativamente pois creem que uma guerra ou um desastre mundial irá ocorrer em breve.
Os doomers que creem na teoria do "Pico do petróleo" acreditam que a dependência excessiva da humanidade em relação ao petróleo para a produtividade agrícola e industrial causará sérios problemas que desencadearão no declínio de seu uso. Em contraste, um "peakist" seria aquele indivíduo que tem uma visão mais clara e realista das implicações do pico petrolífero e que preocupará em alertar a população do perigo, ao contrário dos doomers que são alarmistas e se preocuparão com a sobrevivência própria, embora este rótulo tenha sido descartado dentro do movimento Doomer.
O oposto de um doomer é o cornucopiano, que assume a posição otimista de que a Terra, e também a colonização espacial, fornecerá uma abundância de recursos possibilitando a prosperidade da raça humana. O meio termo entre o doomer e o cornucopiano é o cético ambiental, que acredita que as alegações feitas pelos ambientalistas em geral — e por doomers em particular — podem ser exageradas ou falsas.

## Temas comuns
Um doom convicto acredita que a Revolução Verde entrará em colapso com o fim do petróleo barato. De acordo com os doomers, a humanidade estará em um estado de superação depois que o esgotamento do petróleo tornar os métodos agrícolas modernos economicamente inviáveis.
Doomers também mantêm uma ampla gama de teorias sobre o colapso de sociedades e sistemas complexos.  As influências de Paul R. Ehrlich e do Clube de Roma estão presentes no movimento doomer,
 como são alguns dos trabalhos mais recentes de Joseph Tainter, que escreveu The Collapse of Complex Societies, em 1988, e Richard C. Duncan que apresentou seu PHD. O Pico da Produção Mundial de Petróleo e o Caminho para a Garganta de Olduvai em 1989 (agora conhecida como teoria de Olduvai). As palestras e DVD pelo Prof. Albert Allen Bartlett, Aritmética, População e Energia também são altamente influentes.
As preocupações comuns dos doomers são: superpopulação que leva ao esgotamento de recursos e energia, degradação do solo e destruição ambiental, que teoricamente culminarão em um colapso agrícola e na fome em âmbito global.

## Mentalidade Sobrevivencialista
Uma resposta comum do doomer ao pico do petróleo e ao colapso do sistema industrial é “ignorar a civilização até a morte”, construindo uma vila de permacultura.  Essa mentalidade de sobrevivência é o que distingue o "doomer" do "peakist" (pessimista).  O pessimista pode passar muitas horas fazendo campanha para a conscientização sobre o pico do petróleo, mudanças na sociedade e mudanças na política do governo, ao contrário dos doomers que veriam isso como um desperdício de tempo valioso. Enquanto isso, o foco do doomer é mais voltado para a preparação de sua família e da comunidade local para o iminente colapso da civilização.

## Influência no pico do petróleo
Alguns doomers se concentram em sua fazenda de permacultura de sobrevivência como se fossem uma válvula de escape.  Caso essas pessoas decidam avisar o perigo próximo para os indivíduos a sua volta, seria para incentivar seletiva e estrategicamente os comerciantes, dependendo de sua especialidade, a se juntarem à sua eco-aldeia, compartilhando suas habilidades vitais com a aldeia para benefício dela própria. Alguns doomers aconselham que sejam tomadas determinadas precauções e preparações para que se esteja pronto para sobreviver a um colapso social que pode ocorrer a qualquer momento.
Essa tensão entre o otimismo dos doomers e o pessimismo dos "peakists" é apreciada pelo autor Richard Heinberg em seu livro Powerdown, que argumenta que as comunidades deveriam aprender imediatamente como organizar seus poderes e a prover água e uma estabilidade alimentar, enquanto fazem uma campanha pedindo auxílio de um Estado ou um Governo a um nível internacional. Richard Heinberg admite que a situação ideal seria que as Nações Unidas e os governos em todo o mundo interviessem e instituíssem uma "economia de tempo de guerra" massiva, deslocando o mundo industrial da dependência do petróleo. No entanto, ele argumenta que existe a forte possibilidade de que a mentalidade da sociedade seja muito imatura e incapaz de impedir uma extinção humana. Como o futuro é tão incerto, Heinberg argumenta que a atitude mais correta a tomar é se preparar para a implosão da infra-estrutura moderna pelo que conhecemos hoje ao mesmo tempo em que se faça uma campanha a fim de evitar esse desastre.